# Halmosi Sándor
Halmosi Sándor (sinh ngày 5 tháng 9, 1971) là nhà thơ, dịch giả, nhà toán học người Hungary gốc România.

## Tiểu sử
Tốt nghiệp phổ thông tại thành phố quê hương Szatmárnémeti (Satu Mare, Romania). Tiếp tục học đại học tại Kolozsvár (Romania). Từ năm1989 đến 2006 sống tại Cộng hòa liên bang Đức. Ông đã sống và làm việc tại Karlsruhe (thành phố lớn ở bang Baden Württemberg, CHLB Đức), Stuttgart (thủ phủ bang Baden Württemberg, CHLB Đức) và sau đó chuyển đến Budapest. Ông là nhà sáng lập Bàn tròn đối thoại Stuttgart, Hội Văn học và Mỹ thuật Stuttgart (2004) và Tổ chức Văn hóa “Xưởng vẽ và Phòng lưu niệm họa sĩ Csontvary Budapest” (2017). Hội viên Liên đoàn Nhà văn Hungary và Hội viên CLB Văn Bút Hungary. Năm 2003 nhận giải thưởng Prima Verba. Từ năm 2020 là Viện sĩ Viện Hàn lâm Văn học Nghệ thuật, Khoa học châu Âu, trụ sở tại Paris.
Năm 2016, ông trở thành biên tập viên tổ chức Hỗ trợ phát triển văn học Dokk.hu.
Năm 2018 cùng với nhà thơ Balázs F. Attilá thành lập Nhà xuất bản AB ART tại Budapest, và điều hành nhà xuất bản này đến năm 2021. Trong năm 2019 khởi động Trường thiên Văn học Thế giới mới, nhan đề Lyra omnis/Prosa omnis.
Tháng hai năm 2020 ông công bố Tuyên ngôn văn học Ora et labora (Cầu nguyện và lao động). Tuyên ngôn quan trọng này là “Lời kêu gọi vì nền Văn học Thuần khiết”, là một thử nghiệm soi sáng cho khủng hoảng tinh thần thế giới, thông qua niềm tin, lập trường nhà thơ, và trách nhiệm người cầm bút, độc lập với các quốc gia và truyền thông xã hội. Lời kêu gọi xuất bản bằng nhiều thứ tiếng và cũng đã xuất bản trên báo Văn nghệ của Việt Nam cùng năm 2020.
Từ 2021, ông là điều phối viên tại Hungary của Phong trào thơ ca thế giới, một trong những phong trào thơ ca quốc tế lớn nhất.  Thường xuyên công bố và xuất bản tác phẩm thơ độc lập. Cho đến nay thơ của ông được dịch ra nhiều thứ tiếng.

## Tác phẩm nổi tiếng

### Tác phẩm bằng Tiếng Hungary
- Ma quỷ trưng diện, Budapest 2021 (MEK – Thư viện điện tử Hungary)
- Em đã là Nhật nữ (con gái mặt trời), Budapest 2002 (MEK – Thư viện điện tử Hungary)
- Rừng nguyệt quế, Budapest 2003 (MEK – Thư viện điện tử Hungary)
- Thuộc về Salomon, Budapest 2004 (MEK – Thư viện điện tử Hungary)
- Annapurna trên sườn dốc Phương Nam, 2006 (MEK – Thư viện điện tử Hungary)
- Gilead, Budapest 2009 (Nhà sách Noran)
- Ibrahim, Budapest 2011 (Nhà sách Noran)
- Đắm say của Lão Tử, Praga 2018 (Nhà xuất bản AB-ART)
- Xương của nắng, Budapest 2020 (Nhà xuất bản Gondolat)
- Neretva (Tan chảy), Budapest 2021 (Nhà xuất bản Gondolat)
- Katharok (Thuần khiết), Budapest, 2022 (Nhà xuất bản Gondolat)

### Tác phẩm tiếng nước ngoài
- Dệt những tâm hồn. (song ngữ Rumani-Anbani) Bukarest, 2018.
- Vượt qua im lặng (tiếng Serbia) Belgrád, 2019.
- Dệt những tâm hồn (tiếng Albania) Pristina-Brüsszel, 2019.
- Thiên đường ngày thường (tiếng România) Iasi, 2019.
- Mười ngày 57 Bản chất kép của tĩnh lặng (tiếng Việt) NXB Hội Nhà văn, Việt Nam, 2020
- Mãi mãi (tiếng Anh) Budapest, 2020. Nhà xuất bản AB ART
- Tự sự 57 (tiếng Ý) 2020. Edizioni IqdB
- Izabrane pjesme (tiếng Montenegro) Podgorica, 2020.
- Xương của nắng (tiếng Viêt) NXB Hội Nhà văn, Việt Nam, 2021.
- Apokrif (Xương của nắng - tiếng Serbia) Beograd, 2021.
- Hai mặt của tĩnh lặng (tiếng Anh) New York, Hoa Kỳ, 2021.
- Mãi mãi (tiếng Anh) Budapest, 2021. AB ART
- Xương của nắng (tiếng Anh). Budapest, 2021.
- Tan chảy (tiếng Anh) Budapest, 2021.
- Xương của nắng và Tan chảy (tiếng Ý) Edizioni IQdB, 2022
- Xương của nắng (tiếng Marathi), NXB Sahityakshar Prakashan, Ấn Độ, 2022

### Tác phẩm được dịch
- Thứ ba xanh. Tác phẩm dịch chọn lọc của Franz Hodjak. Budapeat 2009
- Jeton Kelmendi: Cà phê đắng. Lyra omnis 2. Budapest, 2019. AB ART (dịch chung với Balázs F. Attila)
- Laura Garavaglia: Lượng tử tĩnh.  Lyra omnis 10. Budapest, 2020. AB ART
- Linda Maria Baros: nhà dao cạo râu. Lyra omnis 11 Budapest, 2020. AB ART
- Phan Hoàng: Chất vấn thói quen, Budapest, 2023. AB ART

## Giải thưởng
- Giải thưởng Prima Verba của Nhà xuất bản Littera Nova (2003)
- Giải thưởng thơ của Liên đoàn Nhà văn Quốc tế Pjeter Bogdani (Brüsszel-Pristina, 2018-2019)
- Giải thưởng Lukijan Mušicki (Beograd)
- Giải thưởng quốc tế của Liên hiệp Văn học Nghệ thuật Raskovnik 2020
- Giải thưởng của Viện Hàn lâm Nghệ thuật và Khoa học Hoàng gia Serbia 2020
- Giải thưởng của Liên đoàn Dịch thuật Montenegro 2020
- Giải thưởng Hữu nghị của Hội Nhà văn Việt Nam năm 2023